# Sonnenfinsternis vom 22. September 2006
Am 22. September 2006 fand eine ringförmige Sonnenfinsternis im Bereich des Atlantik statt. Am Festland konnte sie ringförmig im Anfangsabschnitt in Guayana, Surinam, Französisch-Guayana und Brasilien gesehen werden, danach nur am Südatlantik. Mit Paramaribo (Surinam) und Cayenne (Franz. Guayana) lagen größere Städte in der Ringförmigkeitszone, auf deren Zentrallinie die Ringfinsternis von 85 % bei sehr tiefem Sonnenstand 5 min 38 s dauerte. Auch der Weltraumbahnhof Kourou der ESA lag im verschatteten Bereich. Partiell war die Sonnenfinsternis in praktisch ganz Südamerika, im Süden und Südwesten Afrikas und Teilen der Antarktis zu sehen, außerdem auf halb Madagaskar sowie den Ferieninseln Mauritius und La Réunion.
Wegen der Nähe zum Herbst-Äquinoktium (23. September 2006 um 06:03 MESZ) und weil der absteigende Knoten der Mondbahn mit dem Herbstpunkt zusammenfiel, war die ringförmige Zone nach kurzem äquatorparallelem Verlauf stark nach Süden gebogen. Hier addierten sich quasi die Mondbahnschräge (5,2°) und die Ekliptikschiefe (23,5°).
Die Finsternis vom 22. September 2006 war die 16. einer 70 Finsternisse umfassenden Saros-Serie. Sie fand im absteigenden Knoten der Mondbahn statt.
Die folgenden Sonnenfinsternisse waren am 19. März und 11. September 2007, beides waren partielle Finsternisse. Im Jahr 2008 kam es wieder zu zentralen Sonnenfinsternissen: am 7. Februar 2008 (ringförmig) sowie am 1. August 2008 (total).